# Comparettia brevis
Comparettia brevis là một loài thực vật có hoa trong họ Lan. Loài này được (Schltr.) M.W.Chase & N.H.Williams mô tả khoa học đầu tiên năm 2008.